# 예성교통
예성교통은 인천광역시 중구 영종도 소재 마을버스 운수회사이고 전 차량이 자일대우 NEW BS090으로 운행한다.

## 연혁
- 1997년 7월 18일 : 인천광역시 중구 무의동에서 무의운수 주식회사로 설립. 송흥길 대표이사 취임.
- 2006년 10월 26일 : 현 명칭인 예성교통 주식회사로 변경.
- 2021년 4월 30일 : 본점을 인천광역시 중구 대무의로에서 영종순환로877번길로 이전.

## 주요 운행 노선
- 무의1(마을) : 무의도입구(용유역) - 잠진도삼거리 - 큰무리선착장 - 큰무리 - 실미해수욕장 - SK무의연수원 - 대성펜션 - 대무의치안센터 - 하나개삼거리 - (← 하나개해수욕장 ←) - 사사미재 - 광명항

## 갤러리

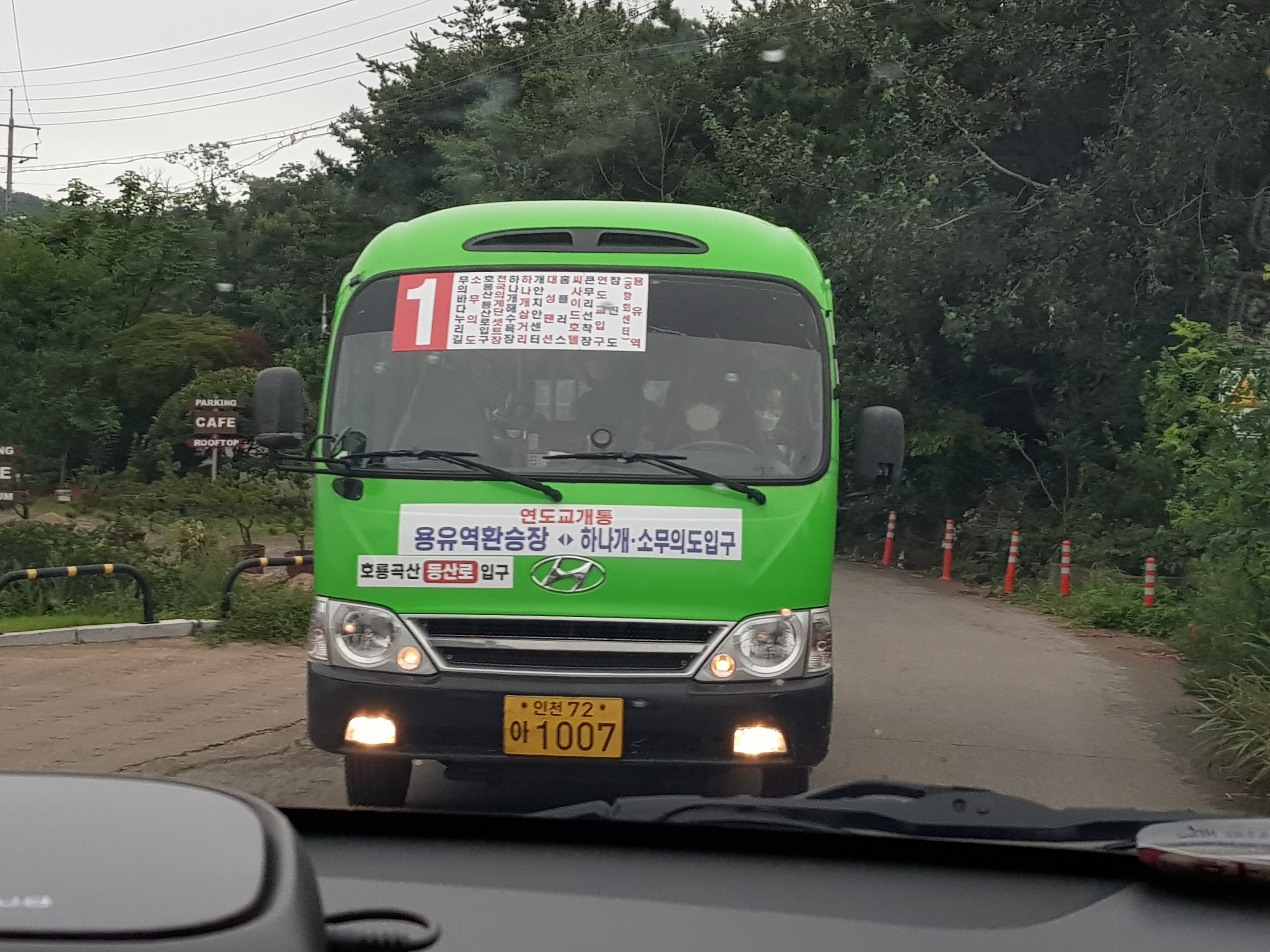
인천시내버스 무의1번